# Palacio Rohan
El Palacio Rohan es el nombre del Hôtel de Ville, o Casa consistorial, de Burdeos, Francia.
Construido entre 1771 y 1784, fue el Palacio Arzobispal de Burdeos hasta la Revolución Francesa.

## Historia
En 1771, el nuevo arzobispo de Burdeos, Ferdinand Maximilien Mériadec, príncipe de Rohan, decidió reconstruir el antiguo arzobispado medieval, no suficientemente digno de su rango.
Diseñado por el arquitecto Richard-François Bonfin, tardó 13 años en construirse y se completó en 1784. Es un hotel particular, "entre cour et jardin" (entre el patio y el jardín), y cuenta con una austera fachada de estilo Luis XVI. Su escalera está considerada una obra maestra de la mampostería de piedra.
Después de la Revolución Francesa, el edificio albergó en 1791 la prefectura del departamento de Gironde antes de convertirse en el Ayuntamiento de Burdeos en 1835.
Diseñada en 1889, la Sala del Consejo Municipal es característica de la arquitectura oficial durante la Tercera República.
El jardín, inicialmente diseñado en estilo francés ordenado, luego es transformado hacia un estilo inglés romántico. Desde 1880, está rodeado por dos alas que albergan el Museo de Bellas Artes de Burdeos.

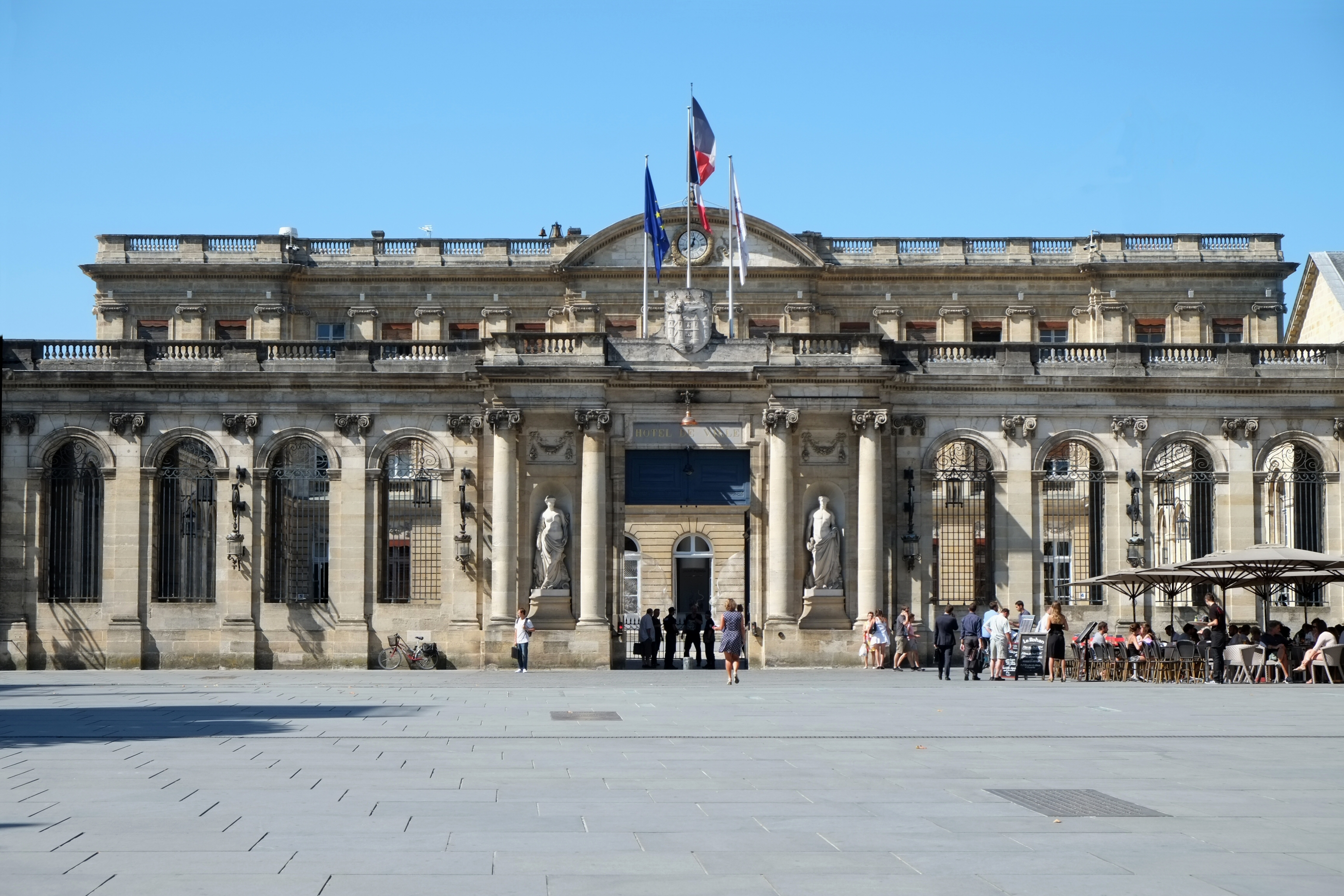
Entrada principal del patio
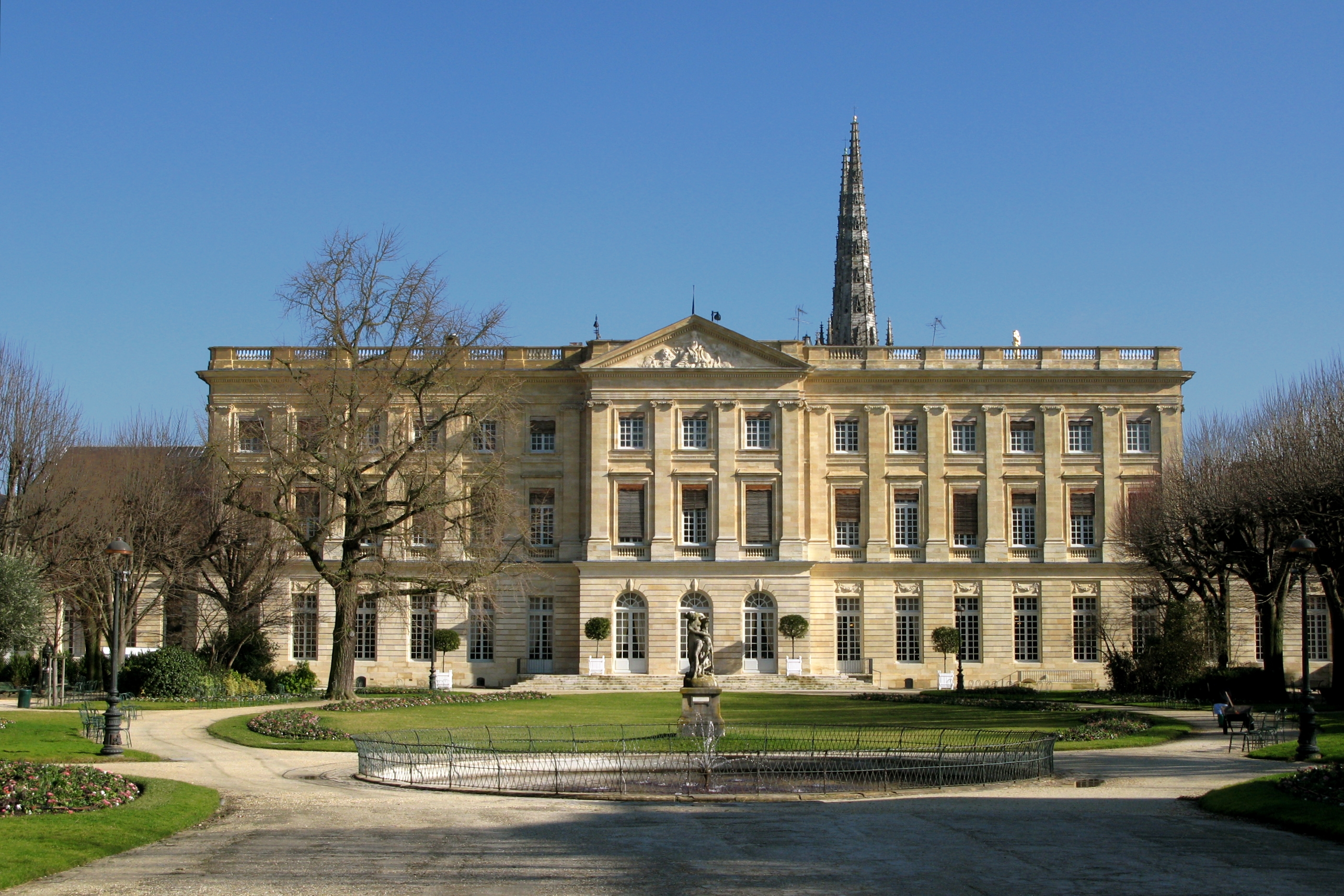
Fachada en la parte trasera con vistas al jardín
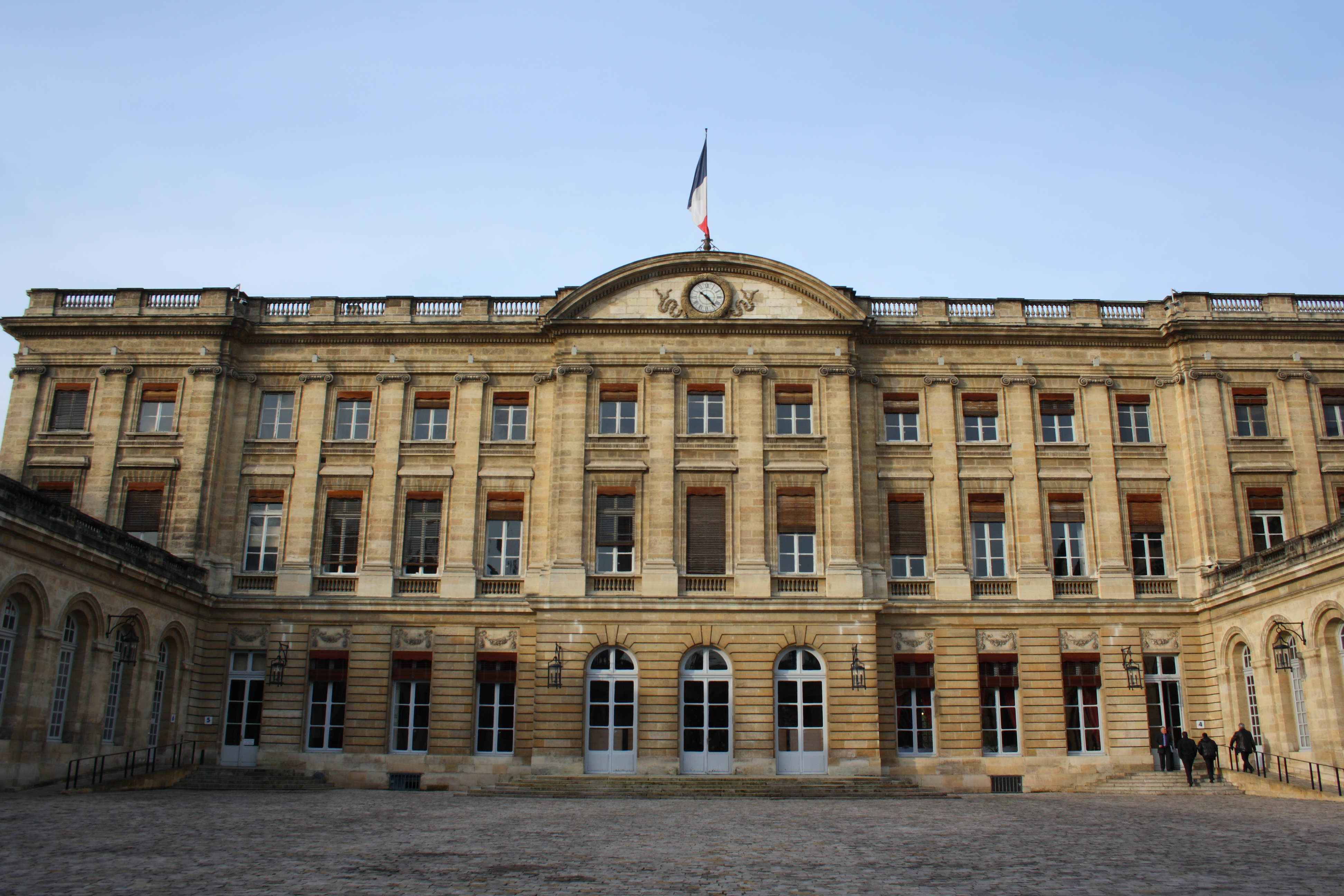

La noche del 23 de marzo de 2023 se declaró un incendio en el pórtico que rodea el edificio y da acceso al atrio. Una turba de manifestantes incendió su gran portón de madera durante 15 minutos hasta que el fuego fue extinguido por los bomberos. El incidente tuvo lugar en medio de un clima de protestas masivas  en Francia a raíz de la reforma de las pensiones decretada por el gobierno de Emmanuel Macron para aumentar la edad de jubilación de los 62 a los 64 años. En ese mismo lugar iba a tener lugar el 28 de marzo del mismo año la recepción oficial al rey Carlos III de Inglaterra, en la que iba a ser su primera visita de Estado al extranjero desde que asumió la Jefatura de Estado del Reino Unido. La visita fue cancelada al día siguiente por ambos Gobiernos a la luz de la difícil situación social vivida en Francia.